# Everything Counts
«Everything Counts» (в переводе с англ. — «Всё считается») — песня британской группы Depeche Mode, первый сингл из их третьего студийного альбома Construction Time Again, восьмой в дискографии группы. Вышел 11 июля 1983 года. Песня стала одной из самых популярных в репертуаре группы, что привело к переизданию сингла в 1989 году. В Великобритании синглу был присвоен серебряный статус.

## Предыстория и запись
«Everything Counts» была записана в лондонской студии The Garden и сведена в берлинской Hansa Tonstudio, наряду с другими песнями из альбома Construction Time Again. Depeche Mode экспериментировали со звучанием, используя технологию семплирования: записывали звуки окружающего мира (включая лондонские стройки) и воссоздавали их с помощью синтезаторов типа Synclavier и Emulator. Привлечённый для работы в студии Гарет Джонс параллельно сотрудничал с индастриал-группой Einstürzende Neubauten, так что, по его мнению, обе группы оказали влияние друг на друга.

## Музыка и текст
Ритм песни создаётся обработанными на драм-машине ударными в сочетании с семплами звуков, полученных во время многочисленных походов группы по стройкам Лондона. В песне также используются семплы таких музыкальных инструментов, как шома, ксилофон и мелодика. В «Everything Counts» баритон Гаана на куплетах контрастирует с более высокими голосами Гора и Уайлдера в припеве. В песне рассказывается о продажности и лицемерии во всём, что связано с деньгами. «Гор сообщает нам, что за всеми идеалами и побуждениями стоит чистый эгоизм», — написал журналист Number One, Пол Бушёл.

## Видеоклип
Музыкальный видеоклип был снят Клайвом Ричардсоном, который двумя годами ранее снял первое видео группы на песню «Just Can’t Get Enough». В клипе виды Западного Берлина сменялись изображением участников Depeche Mode. Гаан исполнял куплеты и танец, а остальные участники группы играли на инструментах, семплы которых использовались в записи песни: Гор играл на мелодике, Уайлдер — на ксилофоне, Флетчер — на шоме. В конце клипа видно, что группа посещает берлинский памятник «Рука с часами», а также пляж города. По воспоминаниям Алана Уайлдера группа была рада продолжить сотрудничество с Клайвом Ричардсоном, поскольку манера работы предыдущего режиссёра Джульен Темпл, снимавшего клипы к синглам A Broken Frame, перестала устраивать музыкантов. «У Клайва было много новых идей, которые не включали глупые раскадровки, где от нас требовалось действовать в кадре».

## Критика
Музыкальные критики в целом положительно оценили «Everything Counts», хваля оригинальный текст и запоминающуюся мелодию песни. Марк Купер описал сингл как «отличное отражение деловой Британии и их [группы] лучшая мелодия за долгое время». «Одновременно агрессивную и прекрасную, её [песню], пожалуй, можно назвать первым англоязычным индастриал-поп-хитом», — отозвался в свой рецензии для AllMusic Нед Рэггетт.

## Списки композиций
| №  | Название            | Длительность |
| -- | ------------------- | ------------ |
| 1. | «Everything Counts» | 3:56         |

| №  | Название    | Длительность |
| -- | ----------- | ------------ |
| 1. | «Work Hard» | 4:22         |

| №  | Название                                | Длительность |
| -- | --------------------------------------- | ------------ |
| 1. | «Everything Counts» (In Larger Amounts) | 7:19         |
| 2. | «Work Hard» (East End Remix)            | 6:59         |

| №  | Название                                                   | Длительность |
| -- | ---------------------------------------------------------- | ------------ |
| 1. | «Everything Counts» (Original 7 Inch Mix)                  | 3:56         |
| 2. | «New Life» (Hammersmith Odeon, 25 октября 1982)            | 4:12         |
| 3. | «Boys Say Go!» (Hammersmith Odeon, 25 октября 1982)        | 2:36         |
| 4. | «Nothing to Fear» (Hammersmith Odeon, 25 октября 1982)     | 4:28         |
| 5. | «The Meaning of Love» (Hammersmith Odeon, 25 октября 1982) | 3:14         |

| №  | Название                                | Длительность |
| -- | --------------------------------------- | ------------ |
| 1. | «Everything Counts»                     | 3:58         |
| 2. | «Work Hard»                             | 4:22         |
| 3. | «Everything Counts» (In Larger Amounts) | 7:20         |
| 4. | «Work Hard» (East End Remix)            | 6:59         |

## Концертная версия
Для продвижения альбома 101 13 февраля 1989 года синглом была выпущена концертная версия песни — «Everything Counts (Live)». Песня на тот момент была одной из самых популярных в арсенале Depeche Mode и закрывала выступления тура в поддержку альбома Music for the Masses. Помимо записанных на арене Роуз Боул песен, сингл примечателен наличием ремиксов Тима Сименона на песни «Everything Counts» и «Strangelove».

### Видеоклип
Клип на переизданную песню представляет собой монтаж из фрагментов фильма 101, снятый Д. А. Пеннебейкером.

### Списки композиций
| №  | Название                                      | Длительность |
| -- | --------------------------------------------- | ------------ |
| 1. | «Everything Counts» (Роуз Боул, 18 июня 1988) | 6:45         |

| №  | Название                            | Длительность |
| -- | ----------------------------------- | ------------ |
| 2. | «Nothing» (Роуз Боул, 18 июня 1988) | 4:22         |

| №  | Название                                       | Длительность |
| -- | ---------------------------------------------- | ------------ |
| 1. | «Everything Counts» (Роуз Боул, 18 июня 1988)  | 5:46         |
| 2. | «Nothing» (Роуз Боул, 18 июня 1988)            | 4:42         |
| 3. | «Sacred» (Роуз Боул, 18 июня 1988)             | 5:13         |
| 4. | «A Question of Lust» (Роуз Боул, 18 июня 1988) | 4:12         |

| №  | Название                                | Длительность |
| -- | --------------------------------------- | ------------ |
| 1. | «Everything Counts» (Bomb the Bass Mix) | 5:30         |
| 2. | «Nothing» (Zip Hop Mix)                 | 7:01         |
| 3. | «Strangelove» (Highjack Mix)            | 6:30         |

| №   | Название                                              | Длительность |
| --- | ----------------------------------------------------- | ------------ |
| 1.  | «Everything Counts» (Роуз Боул, 18 июня 1988)         | 5:48         |
| 2.  | «Nothing» (Роуз Боул, 18 июня 1988)                   | 4:42         |
| 3.  | «Sacred» (Роуз Боул, 18 июня 1988)                    | 5:14         |
| 4.  | «A Question of Lust» (Роуз Боул, 18 июня 1988)        | 4:15         |
| 5.  | «Everything Counts» (Tim Simenon/Mark Saunders Remix) | 5:32         |
| 6.  | «Nothing» (Justin Strauss Mix)                        | 7:04         |
| 7.  | «Strangelove» (Tim Simenon/Mark Saunders Remix)       | 6:33         |
| 8.  | «Everything Counts» (Absolut Mix)                     | 6:04         |
| 9.  | «Everything Counts» (Original 1983 Mix)               | 7:22         |
| 10. | «Nothing» (US 7" Mix)                                 | 4:01         |
| 11. | «Everything Counts» (Reprise)                         | 0:56         |

## Чарты
| 1983                                          | 1983    |
| Чарт                                          | Позиция |
| --------------------------------------------- | ------- |
| Великобритания                                | 6       |
| Австрия                                       | 26      |
| Германия                                      | 23      |
| Ирландия                                      | 15      |
| Нидерланды                                    | 50      |
| Новая Зеландия                                | 27      |
| Швейцария                                     | 8       |
| Швеция                                        | 18      |
| США (Billboard Dance Music/Club Play Singles) | 17      |

| 1989                                          | 1989    |
| Чарт                                          | Позиция |
| --------------------------------------------- | ------- |
| Великобритания                                | 22      |
| Германия                                      | 12      |
| Нидерланды                                    | 89      |
| Швейцария                                     | 18      |
| США (Billboard Dance Music/Club Play Singles) | 16      |
| США (Billboard Modern Rock Tracks)            | 13      |

## Сертификации
| Страна         | Сертификация |
| -------------- | ------------ |
| Великобритания | Серебряный   |